# レネゲイド (漫画)
『レネゲイド』は、中山昌亮による日本の漫画。『リイドコミック爆』（リイド社）連載。全9話。『リイドコミック爆』廃刊に伴い話を単行本1巻分にまとめられ、打ち切られた。

## あらすじ
主人公・田嶋利朗は、写真をコラージュして、殺したかのように見せる擬似殺人サイトを開いていた。ただの遊びのつもりだったが、ある日本物の暗殺依頼が書き込まれた。それはファミリーレストランの従業員・御崎志津を4月10日までに殺害するというもので、報酬は4千万円。最初は無視していたが、玄関に前金2千万の札束が置かれていることや、家の外で何度も“4月10日”を連想させる文字を見て、逃げられないと感じた。恐慌状態に陥った田嶋は、ファミリーレストランで御崎を襲うも未遂に終わり、逮捕された。一方御崎にも何者かの魔の手が伸びた。その後釈放された田嶋は御崎と、田嶋の先輩・今井、ハッカーの京本と協力して黒幕を暴き出すことにした。

## 登場人物
田嶋利朗（たじま としあき）
主人公。大学生。擬似殺人サイト『田嶋屋』を開設している。
御崎志津（みさき しづ）
田嶋が依頼された殺害の標的。ファミリーレストラン『ロイヤルH』に勤めている。
今井（いまい）
田嶋の大学のOB。売れないライター。田嶋・御崎の犯人捜索に協力する。
京本蛍（きょうもと けい）
今井の知り合いのハッカー。家族を殺害された。

## ヒゲとパツキン
『ヒゲとパツキン』は、「レネゲイド」の単行本巻末に収録されているおまけ漫画。深谷陽（及びリイド社編集者M井M雄）との共作。深谷も『リイドコミック爆』に連載していた作品「ガディスランギ」を打ち切られており、そのことをネタにしている。
「レネゲイド」の単行本には後編のみ載っていて、「ガディスランギ」の単行本に前編が載っている。

## 書誌情報
著者は中山昌亮、リイド社発行。
- 『レネゲイド』〈SPコミックス〉 平成14年4月28日発行。 ISBN 4845805944